# Thomas Belasyse (1er comte Fauconberg)
Pour les articles homonymes, voir Belasyse.
Thomas Belasyse, 1er comte Fauconberg (27 avril 1699 - 8 février 1774) est un pair britannique. 

## Biographie
Il est le fils et l'héritier de Thomas Belasyse, 3e vicomte Fauconberg, et de son épouse Bridget Gage, fille de John Gage, 4e baronnet. Il est élevé en tant que catholique romain, mais se convertit à l'Église d'Angleterre. Il succède à son père le 26 novembre 1718. Il est Lord de la chambre à coucher de George II entre 1738 et 1760 et est nommé membre du Conseil privé. Le 16 juin 1756, il est créé comte Fauconberg dans la pairie de Grande-Bretagne. 
Il épouse Catherine Betham, fille de John Betham, le 5 août 1726. Son fils, Henry, lui succède. 